# Palau de Caterina
El Palau de Caterina (en rus Екатери́нинский дворе́ц, Iekateríninski dvorets) era la residència d'estiu dels tsars de Rússia, d'estil rococó i situada a la ciutat de Tsàrskoie Seló, 25 km al sud-est de Sant Petersburg, antiga capital de l'Imperi Rus. El palau forma part del conjunt «Centre històric de Sant Petersburg i conjunts monumentals annexos», Patrimoni de la Humanitat per la UNESCO.

## Història
La residència té el seu origen l'any 1717, quan Caterina I de Rússia va contractar a l'arquitecte alemany Johann-Friedrich Braunstein per a construir un palau d'estiu. El 1723, el Palau de Pedra de Caterina I, dissenyat per Johann Friedrich Braunstein i construït per Johann Ferster, va substituir la casa de fusta original. Es tractava d'un edifici de dos pisos i setze habitacions, amb les cambres d'estat acabades en alabastre polit, mentre que la superior incloïa tapissos de gobelins. La part sud-est de la finca incloïa un jardí dissenyat per Jan Roosen, amb terrasses, escales de pedra, parterres, glorietes enreixades i estanys, mentre que una menagerie estava situada al costat oposat de la finca. El 1733, l'emperadriu Anna va encarregar a Mikhaïl Zemtsov i Andrei Kvàssov que ampliessin el Palau de Caterina. L'emperadriu Elisabet, però, va considerar que la residència de la seva mare estava passada de moda i era incòmoda i al maig de l'any 1752 va demanar al seu arquitecte, Bartolomeo Rastrelli que demolís l'antiga estructura i la reemplacés amb un edifici molt més gran en un cridaner estil rococó. La construcció va trigar quatre anys i el 30 de juliol de 1756, l'arquitecte li va presentar el flamant nou palau de 325 metres de llarg a l'emperadriu. Els interiors de Rastrelli es basaven en un estil barroc. L'escultor Johann Franz Dunker, el mestre daurador Leprince i el pintor d'interiors Giuseppe Valeriani van ser uns quants dels artistes distingits. Altres sales destacades incloïen la Sala Xinesa amb els seus panells de porcellana i laca de Coromandel, la Sala de Retrats, la Galeria de Llums i la Cambra d'Ambre amb els panells d'ambre d’Andreas Schlüter, mentre que 5 antecambres estaven connectades a la Gran Sala, que mesurava 860 metres quadrats. La construcció va acabar el 1756, quan el palau incloïa 40 apartaments d'estat i més de 100 habitacions privades i de servei. Es va afegir un Jardí Nou, mentre que el Jardí Vell es va millorar amb un aprofundiment de l'Estany Gran, connectat a les fonts 6 km de distància, l'addició d'un tobogan de trineu, a més dels pavellons Hermitage, Grotto, Island i Mon Bijou.

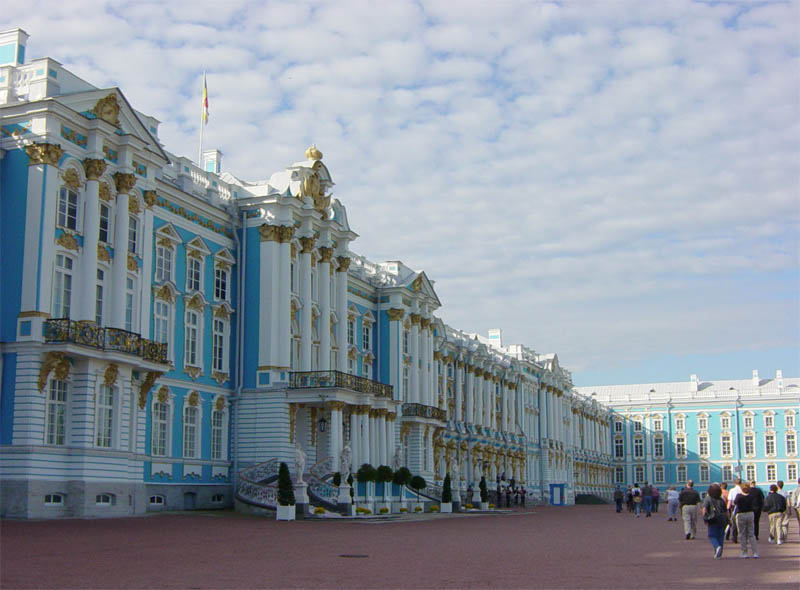
Costat nord, pati de carruatges: tots els detalls d'estuc brillaven amb or fins al 1773, quan Caterina va fer substituir el daurat per pintura de color oliva apagat.

En vida d'Elisabet, el palau va guanyar fama pel seu exterior luxós. Es van usar més de 100 quilos d'or per daurar la sofisticada façana d'estuc i nombroses estàtues erigides sobre la teulada. Fins i tot es va dir que la teulada del palau estava construïda d'or. Davant del palau es va dissenyar un enorme jardí formal. La gran entrada al palau es troba flanquejada per dues «circumferències» massisses, en estil rococó. Una acurada reixa de forja separa el complex de la ciutat de Tsàrskoie Seló.

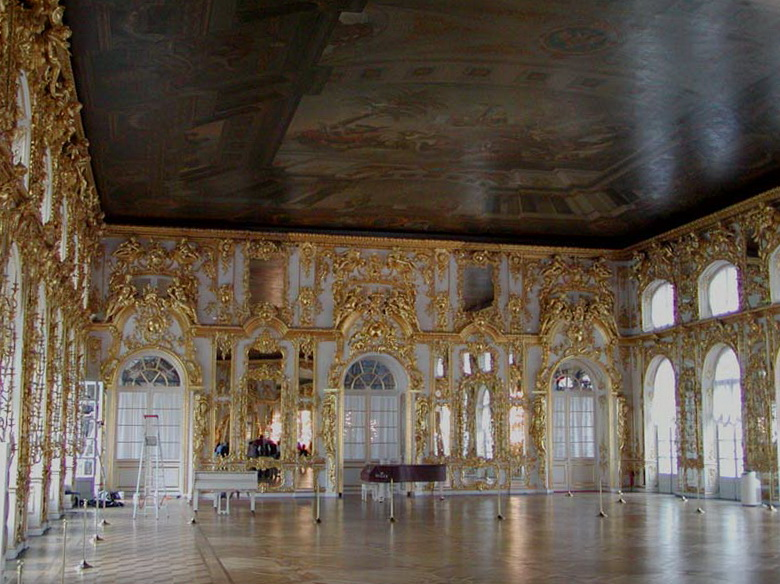
Saló de ball del Palau de Caterina

Encara que el palau s'associa popularment amb Caterina la Gran, realment ella va considerar la seva arquitectura de «nata batuda» com antiquada. Quan va ascendir al tron, una sèrie d'estàtues del parc van ser cobertes amb or, d'acord amb l'últim desig de l'emperadriu Elisabet, però la nova emperadriu va fer que totes les obres es suspenguessin en ser informada dels costos. A les seves memòries va censurar la imprudent extravagància de la seva predecessora.
Per gratificar la seva passió per l'art antic i neoclàssic, Caterina va contractar a l'arquitecte escocès Charles Cameron, que no només va renovar l'interior d'una ala amb estil neopal·ladià, que llavors estava de moda, sinó que va construir els apartaments personals de l'emperadriu; una estructura de reminiscències gregues coneguda com les habitacions d'àgata i situada a l'esquerra del gran palau. Destacades per la seva elaborada decoració de jaspi, les habitacions van ser dissenyades de manera que enllaçaven amb els Jardins Penjants, els Banys freds i la Galeria de Cameron, tres edificis neoclàssics construïts d'acord amb els dissenys de Cameron. Segons els desitjos de Catalina, es van erigir moltes estructures notables per al seu entreteniment al Parc de Caterina.
L'arquitectura barroca va donar pas a l'arquitectura neoclàssica a la dècada del 1770, quan Tsarskoie Selo es va convertir en la residència d'estiu de la cort de Caterina la Gran. Yuri Velten va redissenyar la façana sud del palau, mentre que les ales laterals es van convertir d'una sola planta en annexos de Zubov i la capella de quatre plantes. L'escala principal va ser substituïda per sales d'estat i privades com la Sala Xinesa, decorada amb dissenys de Charles Cameron, i una nova escala construïda al centre on s'havia trobat la Sala Xinesa. Els dissenys d'interiors de Cameron de la dècada del 1780 incloïen la Sala Arabesca amb sostre, parets i portes pintades amb arabescs, mentre que els motius clàssics grecs i romans es van utilitzar als panells verticals de les parets. La Lyons Room de Cameron utilitzava seda groc daurat francesa a les parets, mentre que les portes, els fogons i els panells utilitzaven lapislàtzuli del llac Baikal. El dormitori de l'emperadriu utilitzava baixos relleus de jaspi Wedgwood dissenyats per John Flaxman i George Stubbs. La Sala Blava, o Caixa de tabac, incorporava vidre blanc i blau brillant a les parets. Giacomo Quarenghi va dissenyar les Sales del Mirall i de la Plata el 1789, mentre que els jardins penjants de Rastrelli van ser enderrocats el 1773.
El pla director de Vasili Neièlov per a Tsarskoie Selo de 1768 va ser elaborat i implementat el 1771 per Johann Busch. Antonio Rinaldi va afegir la columna Chesme, la columna Morea i l’obelisc de Kagul per commemorar la victoriosa guerra russoturca (1768-1774). Els monuments gòtics de Neyolov incloïen l'Almirallat, la Cuina de l'Ermita i la Cascada Vermella (Turca), i els seus motius xinesos incloïen la Pagoda Cruixent i el Gran Caprici. Els monuments del classicisme primerenc de Neyolov incloïen els banys superior i inferior. Neyolov va construir el Teatre de l'Òpera entre 1778 i 1779. A la dècada del 1780, Cameron va afegir les Termes com a part de la rapsòdia grecoromana de Caterina la Gran i va començar a construir el Poble Xinès. Quarenghi va afegir un pavelló de música i un temple de Ceres a una illa de l'Upper Pond.

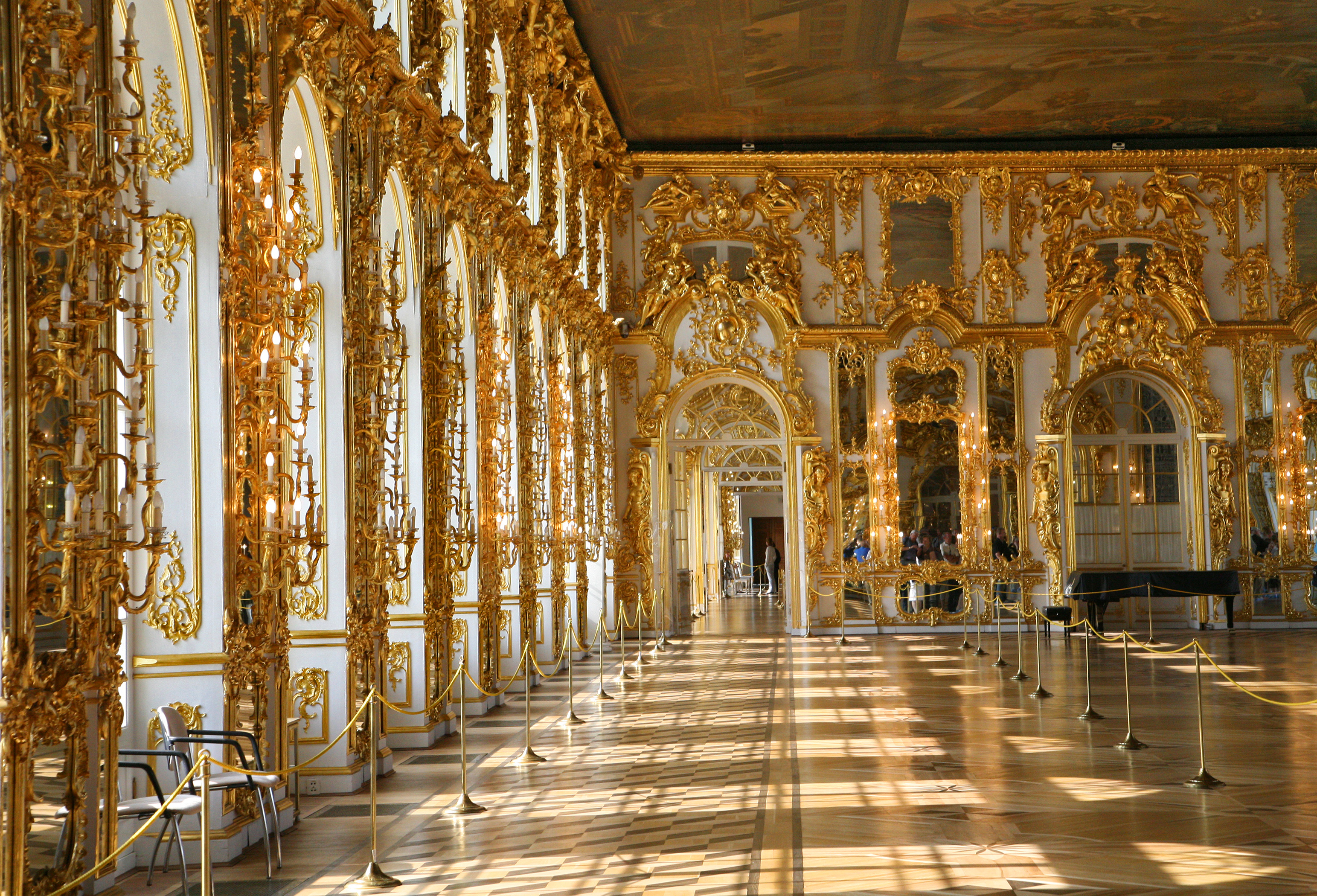
El saló de ball

A la mort de Caterina el 1796, els monarques posteriors van preferir residir al proper Palau d'Alexandre i, amb només dues excepcions, van evitar realitzar noves reformes al Palau de Caterina, considerant-lo un monument esplèndid a la riquesa d'Elisabet i a la glòria de Caterina II. El 1817, Alexandre I va contractar Vassili Stàssov per tal de redecorar alguns interiors de la residència de la seva àvia segons l'estil Imperi. Vint anys més tard, la magnífica Escala de Stàssov va ser construïda per reemplaçar l'antiga escala circular que portava a la Capella del Palau. Desafortunadament, la major part dels interiors de Stàssov —específicament, els que daten del regnat de Nicolau I— no han estat restaurats des dels estralls de la Segona Guerra Mundial fins avui. El Palau Babolovo de Neyolov es va afegir el 1785, i a la dècada de 1790, Quarenghi va construir el Palau d'Alexandre. El 1809, Luigi Rusca va construir la Terrassa de Granit. El 1817, Stasov va construir l'Arc de Triomf per commemorar la repulsió russa a la invasió francesa de Rússia. Vassili Stàssov va restaurar els danys causats per l'incendi de 1820, que incloïen la capella de Rastrelli i els apartaments adjacents. De 1851 a 1852, Monighetti va afegir el bany turc. A la dècada de 1850, Andrei Stakenschneider va decorar els sostres de la sala d'estat amb ornaments d'estuc i llenços del Museu de l'Hermitage. El 1860, Ippolito Monighetti va reconstruir l'escala central i el porxo principal.
Quan les forces de l'exèrcit alemany es van retirar del setge de Leningrad, van fer destruir la residència intencionadament, deixant buida l'estructura del palau darrere d'ells. Abans de la SGM els arxivers russos van aconseguir traslladar una fracció dels seus continguts, que van demostrar tenir gran importància al reconstruir el palau. Tot i que la major part de la reconstrucció es va acabar a temps per al Tricentenari de Sant Petersburg el 2003, encara cal molta feina per restituir el palau la seva anterior glòria. Per atraure fons, l'administració del palau darrerament lloga el Gran Saló per a la celebració esdeveniments d'alt nivell.

## Disseny

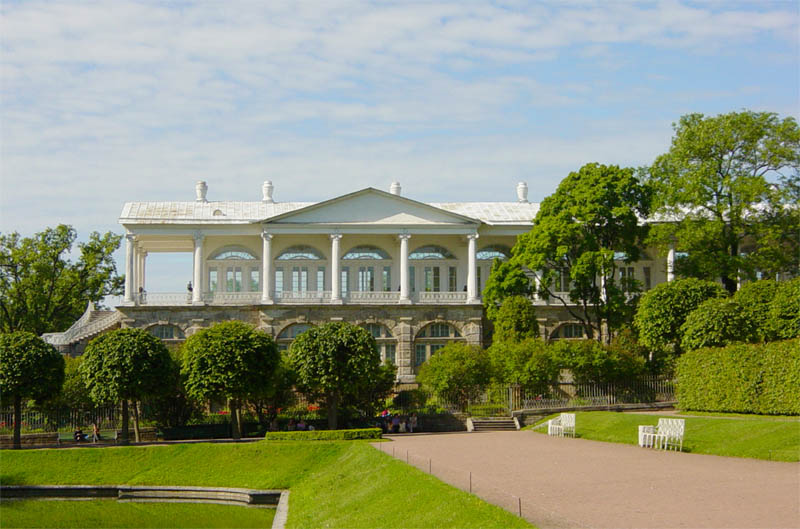
La Galeria Cameron al

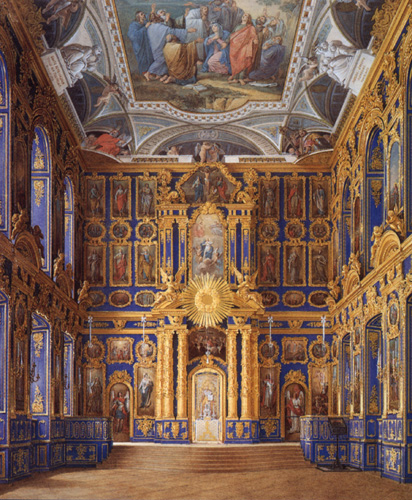
Церковь Екатерининского дворца}}

Tot i que els interiors neoclàssics de Stasov i Cameron són manifestacions del gust de finals del segle xviii i principis del segle xix, el palau és més conegut pel gran conjunt d'habitacions formals de Rastrelli conegut com l’Enfilada Daurada. Comença a l'espaiós i airejat saló de ball, el Gran Saló o el Saló de les Llums, amb un espectacular sostre pintat, i comprèn nombroses sales més petites decorades amb elements distintius, inclosa la recreada Sala d'Ambre.

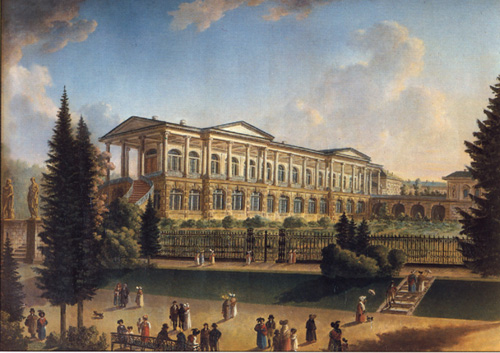
La Galeria Cameron al.

La Gran Sala, o Galeria de la Llum, com s'anomenava al segle xviii, és un apartament formal d'estil barroc rus dissenyat per Bartolomeo Rastrelli entre 1752 i 1756. El Gran Saló estava destinat a recepcions més importants com ara balls, sopars formals i mascarades. La sala estava pintada de dos colors i ocupa una superfície d'aproximadament 1.000 metres quadrats. Ocupant tota l'amplada del palau, les finestres del costat est donen al parc mentre que les finestres del costat oest donen a la plaça del palau. Al vespre, 696 làmpades s'encenen en una dotzena de canelobres situats a prop dels miralls. Les talles i ornamentacions escultòriques i daurades de la sala es van crear segons esbossos de Rastrelli i models de Johann Franz Dunker.

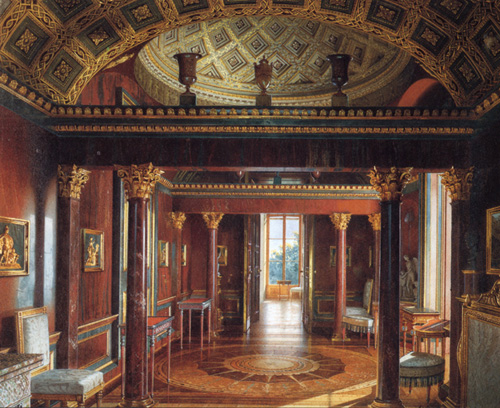
Interior de les Cambres Agata del Palau de Caterina

Més enllà del Gran Saló hi ha el menjador dels cortesans assistents. La sala va ser dissenyada per Rastrelli a mitjans del segle xviii. La petita sala està il·luminada per quatre finestres que donen al pati formal. L'arquitecte va col·locar finestres falses amb miralls i vidres de mirall a la paret oposada, fent que el vestíbul fos més espaiós i lluminós. Decorada amb l'estil interior típic del barroc, la sala està plena de talles murals daurades, complexes peces daurades a les portes i patrons ornamentals de flors estilitzades. El mural del sostre va ser pintat per un conegut estudiant de l'escola russa de mitjans del segle xviii. Està basat en el mite grec del déu sol Hèlios i la deessa de l'alba, Eos.
Davant del menjador dels cortesans, a l'altra banda de l'escala principal, hi ha el menjador formal blanc. El vestíbul s'utilitzava per als sopars formals o sopars de les emperadrius. Les parets del menjador estaven decorades amb la màxima extravagància amb talles daurades. El mobiliari consisteix en talles daurades a les consoles. Alguns dels mobles que es poden veure a la sala avui dia són originals, mentre que altres peces són reproduccions. El mural pintat, El triomf d'Apol·lo, és una còpia d'una pintura acabada al segle xvi per l'artista italià Guido Reni.
El Portrait Hall és un apartament formal de 100 metres quadrats. Les parets de la sala presumeixen de grans retrats formals de l'emperadriu Caterina I i l'emperadriu Elisabet Petrovna, així com pintures de Natàlia Alexèievna, germana de Pere el Gran, i l'emperadriu Caterina II. Els terres incrustats de la sala contenen fustes precioses. El saló d’Alexandre I va ser dissenyat entre 1752 i 1756 i pertanyia a la suite privada de l'emperador. El saló destacava de la resta de les habitacions formals del palau pel fet que les parets estaven cobertes de seda xinesa. Altres elements decoratius de la sala eren típics de les habitacions formals del palau: un mural al sostre i talles daurades. Les elegants taules de cartes i el vàter amb incrustacions de fusta exhibeixen porcellana japonesa, xinesa i de Berlín.
El Menjador Verd, que va substituir el Jardí Penjant de Rastrelli el 1773, és la primera de les habitacions de l'ala nord del Palau de Caterina, dissenyada per Cameron per al futur emperador Pau i la seva esposa. Les parets de color pistatxo de l'habitació estan folrades amb figures d'estuc d’Ivan Martos. El Portrait Hall és un apartament formal de 100 metres quadrats. Les parets de la sala presumeixen de grans retrats formals de l'emperadriu Caterina I i l'emperadriu Elisabet Petrovna, així com pintures de Natàlia Alexèievna, germana de Pere el Gran, i l'emperadriu Caterina II. Els terres incrustats de la sala contenen fustes precioses. El saló d’Alexandre I va ser dissenyat entre 1752 i 1756 i pertanyia a la suite privada de l'emperador. El saló destacava de la resta de les habitacions formals del palau pel fet que les parets estaven cobertes de seda xinesa. Altres elements decoratius de la sala eren típics de les habitacions formals del palau: un mural al sostre i talles daurades. Les elegants taules de cartes i el vàter amb incrustacions de fusta exhibeixen porcellana japonesa, xinesa i de Berlín.
El Menjador Verd, que va substituir el Jardí Penjant de Rastrelli el 1773, és la primera de les habitacions de l'ala nord del Palau de Caterina, dissenyada per Cameron per al futur emperador Pau i la seva esposa. Les parets de color pistatxo de l'habitació estan folrades amb figures d'estuc d’Ivan Martos. Durant el gran incendi de 1820, la sala va patir greus danys, compartint així el destí d'altres interiors de Cameron. Posteriorment va ser restaurada sota la direcció de Stasov.
Altres interiors de Cameron són l'Habitació dels Waiters, amb un pis incrustat de palissandre, amarant i caoba i elegants taules de targeta de Chippendale; la Sala de Menjador Formal Blau, amb fons de seda blanc i blava i xemeneies de marbre de Carrara; la Sala de Dibuix Blau Xinès, una curiosa combinació d'estil d'Adam amb Chinoseda acolorida; l'avantcambra del Cor, amb parets folrades de seda color albercoc. i el boudoir amb columnes d'Eliseu Busailo I, executat en estil pompeià.